# Pempsamacra pygmaea
Pempsamacra pygmaea är en skalbaggsart som beskrevs av Newman 1851. Pempsamacra pygmaea ingår i släktet Pempsamacra och familjen långhorningar. Inga underarter finns listade i Catalogue of Life.